# Ђурисело
Ђурисело је насељено место града Крагујевца у Шумадијском округу, на 10 km од Крагујевца ка Краљеву. Суседна насеља су Драгобраћа, Дреновац и Вучковица. Према попису из 2022. има 670 становника (према попису из 2011. било је 736 становника).

## Географија
Под њивама се налази 207,45 ha, воћњацима 27,11 ha, виноградима 0,41 ha, ливадама 41,26 ha, пашњацима 33,06 ha док остало земљиште заузима 0,5 ha.

## Историја
Насеље је основано 1815. године. Село су, према казивањима, основали у XVIII веку Ђуро и његови синови пореклом из села Брњице код Сјенице.

## Демографија
У насељу Ђурисело живи 547 пунолетних становника, а просечна старост становништва износи 38,7 година (38,6 код мушкараца и 38,8 код жена). У насељу има 208 домаћинстава, а просечан број чланова по домаћинству је 3,36.
Ово насеље је великим делом насељено Србима (према попису из 2002. године), а у последња три пописа, примећен је пораст у броју становника.
|             | \| Демографија[2] \| Демографија[2] \| Демографија[2] \| \| Година \| Становника \| Становника \| \| -------------- \| -------------- \| -------------- \| \| 1948. \| 340 \| \| \| 1953. \| 361 \| \| \| 1961. \| 318 \| \| \| 1971. \| 336 \| \| \| 1981. \| 503 \| \| \| 1991. \| 627 \| 622 \| \| 2002. \| 699 \| 740 \| \| 2011. \| 736 \| \| \| 2022. \| 670 \| \| |            |
| Демографија | |            |
| Година      | Становника | Становника |
| 1948.       | 340 |            |
| 1953.       | 361 |            |
| 1961.       | 318 |            |
| 1971.       | 336 |            |
| 1981.       | 503 |            |
| 1991.       | 627 | 622        |
| 2002.       | 699 | 740        |
| 2011.       | 736 |            |
| 2022.       | 670 |            |

| Етнички састав према попису из 2002.‍ | Етнички састав према попису из 2002.‍ | Етнички састав према попису из 2002.‍ | Етнички састав према попису из 2002.‍ | Етнички састав према попису из 2002.‍ |
| ------------------------------------ | ------------------------------------ | ------------------------------------ | ------------------------------------ | ------------------------------------ |
|                                      |                                      |                                      |                                      |                                      |
| Срби                                 | Срби                                 |                                      | 694                                  | 99,28%                               |
| Црногорци                            | Црногорци                            |                                      | 1                                    | 0,14%                                |
| Југословени                          | Југословени                          |                                      | 1                                    | 0,14%                                |
| непознато                            | непознато                            |                                      | 1                                    | 0,14%                                |

| Година пописа     | 1948. | 1953. | 1961. | 1971. | 1981. | 1991. | 2002. |
| ----------------- | ----- | ----- | ----- | ----- | ----- | ----- | ----- |
| Број домаћинстава | 62    | 67    | 72    | 83    | 125   | 173   | 208   |

| Број чланова      | 1  | 2  | 3  | 4  | 5  | 6  | 7 | 8 | 9 | 10 и више | Просек |
| ----------------- | -- | -- | -- | -- | -- | -- | - | - | - | --------- | ------ |
| Број домаћинстава | 32 | 39 | 43 | 46 | 24 | 14 | 8 | 2 | 0 | 0         | 3,36   |

| Пол    | Укупно | Неожењен/Неудата | Ожењен/Удата | Удовац/Удовица | Разведен/Разведена | Непознато |
| ------ | ------ | ---------------- | ------------ | -------------- | ------------------ | --------- |
| Мушки  | 281    | 83               | 180          | 10             | 7                  | 1         |
| Женски | 298    | 60               | 181          | 51             | 6                  | 0         |
| УКУПНО | 579    | 143              | 361          | 61             | 13                 | 1         |

| Пол    | Укупно                    | Пољопривреда, лов и шумарство | Рибарство                            | Вађење руде и камена | Прерађивачка индустрија       |
| ------ | ------------------------- | ----------------------------- | ------------------------------------ | -------------------- | ----------------------------- |
| Мушки  | 162                       | 28                            | 0                                    | 0                    | 59                            |
| Женски | 77                        | 23                            | 0                                    | 0                    | 15                            |
| УКУПНО | 239                       | 51                            | 0                                    | 0                    | 74                            |
| Пол    | Производња и снабдевање   | Грађевинарство                | Трговина                             | Хотели и ресторани   | Саобраћај, складиштење и везе |
| Мушки  | 2                         | 10                            | 22                                   | 0                    | 9                             |
| Женски | 0                         | 1                             | 8                                    | 1                    | 4                             |
| УКУПНО | 2                         | 11                            | 30                                   | 1                    | 13                            |
| Пол    | Финансијско посредовање   | Некретнине                    | Државна управа и одбрана             | Образовање           | Здравствени и социјални рад   |
| Мушки  | 0                         | 3                             | 5                                    | 14                   | 1                             |
| Женски | 1                         | 0                             | 2                                    | 11                   | 7                             |
| УКУПНО | 1                         | 3                             | 7                                    | 25                   | 8                             |
| Пол    | Остале услужне активности | Приватна домаћинства          | Екстериторијалне организације и тела | Непознато            | Непознато                     |
| Мушки  | 3                         | 0                             | 0                                    | 6                    | 6                             |
| Женски | 1                         | 0                             | 0                                    | 3                    | 3                             |
| УКУПНО | 4                         | 0                             | 0                                    | 9                    | 9                             |